# Marko Valok
Marko Valok (en serbio: Марко Валок; Belgrado, Reino de Yugoslavia, 5 de marzo de 1927-29 de septiembre de 2024) fue un futbolista y entrenador de fútbol yugoslavo que jugó en la posición de delantero centro.

## Carrera

### Club
| Periodo   | Club                 |
| --------- | -------------------- |
| 1947      | FK Napredak Kruševac |
| 1947–1959 | FK Partizan          |

### Selección nacional
Hizo su debut con Yugoslavia el 19 de junio de 1949 en la derrota por 1–3 ante Noruega en Oslo y su último partido internacional lo jugó el 8 de octubre de 1950 en la derrota por 2-7 ante Austria en Vienna. Anotó tres goles con la selección nacional, dos de ellos ante Israel en la derrota por 2–5 en Tel Aviv por la clasificación para la Copa Mundial de Fútbol de 1950  y uno en la derrota por 1–2 ante Suecia en un partido amistoso en Estocolmo.

### Entrenador
| Periodo   | Club                  |
| --------- | --------------------- |
| 1959–1963 | Birmania              |
| 1963–1964 | FK Partizan           |
| 1965      | FK Partizan           |
| 1971-1972 | Galenika Zemun        |
| 1976-1977 | FK Budućnost Titograd |
| 1977      | Yugoslavia            |
| 1979      | Philadelphia Fury     |
| 1979-1980 | FK Vojvodina          |
| 1981      | FK Borac Banja Luka   |
| 1981-1982 | FK Teteks             |
| 1982-1983 | Adana Demirspor       |
| 1984      | FK Rad                |

## Logros

### Jugador
- Primera Liga de Yugoslavia (1): 1948-49
- Copa de Yugoslavia (3): 1951–52, 1953–54, 1956–57

### Entrenador
- Segunda Liga de Yugoslavia (1): 1981